# LG GD510
LG GD510 (Sun Edition) — мобильный телефон компании LG Electronics, выпущенный в конце 2009 года, один из самых компактных полностью сенсорных телефонов на рынке.. Помимо модели в базовой комплектации на рынке также доступна её модификация, оснащенная солнечной панелью, — LG GD510 Sun Edition.
Спустя 100 дней после запуска LG GD510 в Европе и странах СНГ его продажи достигли 1 миллиона экземпляров.

## Интерфейс Active Flash
Пользовательский интерфейс LG GD510 представляет собой упрощенную версию трехмерного интерфейса S-class, применяемого в других продуктах компании (например, в LG KM900 Arena. Этот интерфейс поддерживает три Рабочих стола, переключение между которыми осуществляется перелистыванием или перетягиваем пальцем странички справа налево.
На каждом Рабочем столе присутствует неизменяемая строчка из четырёх ярлыков, размещенных на нижней части панели горизонтально. Справа налево: «Переход в главное меню», подпункт меню «Сообщения», подпункт меню «Контакты» и подпункт меню «Набор номера».
На первый Рабочий стол установлен фиксированный набор виджетов, размещенный на «эластичной ленте». Лента растягивается от прикосновения, позволяя «перетянуть» на экран нужный виджет. Тем же способом можно вернуть его обратно на ленту. Встряхивание телефона выравнивает избранные виджеты в необходимом порядке.
Второй Рабочий стол — Livesquare — впервые реализован в тачфоне, хотя ранее уже использовался в мобильных телефонах LG. По сути, представляет собой анимированную историю звонков и сообщений. Наиболее часто используемые контакты отображаются в виде фигурки (люди или животные) с подписью в виде имени или номера. Выбрав контакт на поле Livesquare, можно совершить одно из трех действий — позвонить, отредактировать либо отправить сообщение. Также контакты можно объединять с помощью выделения для мультирассылки.
Третий Рабочий стол предназначен для быстрого доступа к избранным номерам адресной книги.

## Солнечная панель
LG GD510 оснащен стандартной аккумуляторной батареей и опционально может комплектоваться солнечной панелью. В модели с индексом Sun Edition солнечная подзарядка изначально входит в комплект поставки.
Солнечная панель крепится к тыльной стороне телефона вместо обычной крышки и позволяет подпитывать аккумулятор вдали от электросети, используя энергию солнца. Десяти минут такой подзарядки при интенсивности света 80 000 люкс достаточно для совершения звонка длительностью 2 мин 15 сек. Полная подзарядка аккумуляторной батареи осуществляется за 15 часов — при условии, что солнечные лучи непрерывно освещают устройство под углом 90 градусов.
При подключении солнечной панели на экране на индикаторе батареи появляется символ солнца: серого цвета в неактивном состоянии и красного — во время подзарядки.
Солнечная панель позволяет заряжать телефон от любого источника света (солнца, автомобильных фар, фонарика). Под солнечными лучами подзарядка происходит быстрее — при условии, что они не преломляются через стекло.

## Возможности и характеристики
| Технические характеристики               | Технические характеристики                                                                                              |
| ---------------------------------------- | --- |
| Частотный диапазон                       | Сети GSM 850/900/1800/1900                                                                                              |
| Размер                                   | 98,7x49,5x11,2 мм |
| Вес с аккумулятором                      | 87 г |
| Ёмкость стандартного аккумулятора        | 900 мА·ч |
| Дисплей                                  | 3 дюйма, TFT, разрешение 240х400                                                                                        |
| Камера                                   | 3 Мпикс, максимальное разрешение 2048x1536                                                                              |
| Запись видео                             | 320x240, 3GP |
| Встроенная память                        | 49 МБ |
| Внешняя память                           | MicroSD, до 8ГБ |
| Сообщения и коммуникационные возможности | |
| Поддержка SMS                            | да |
| Поддержка MMS                            | да |
| Поддержка E-mail                         | да |
| WAP                                      | 2.0 |
| GPRS                                     | да |
| EDGE                                     | да |
| USB                                      | 2.0 |
| Инфракрасный порт                        | нет |
| Bluetooth                                | да |
| Другие функции                           | |
| Встроенная телефонная книга              | 1000 контактов |
| Идентификация абонента по фотографии     | да |
| Органайзер                               | да |
| Будильник                                | да |
| Калькулятор                              | да |
| Конвертор величин                        | да |
| Мировое время                            | да |
| Диктофон                                 | да |
| Функция быстрого набора номера           | да |
| Секундомер                               | да |
| Синхронизация с ПК                       | да |
| Функция съёмного диска                   | да |
| Виброзвонок                              | да |
| Громкая связь                            | да |
| Встроенные игры                          | да |
| Поддержка Java                           | да |
| Профили                                  | 7 |
| Абонентские группы                       | да |
| Встроенный аудиоплеер                    | да (MP3, AAC, AAC+, WAV)                                                                                                |
| Встроенный видео плеер                   | да (MP4/H.263/H.264) |
| Эквалайзер                               | да |
| FM-радио                                 | Stereo |
| Социальные сети                          | «Я. Онлайн», Idea Widgets (icq, «Вконтакте», «Одноклассники») приложение Social Networking (Facebook, Twitter, Myspace) |
| Дополнительно                            | |
| Распознает документы                     | doc, xls, pps |